# Крушение парома «Севоль»
Катастрофа южнокорейского парома «Севоль» (кор. 세월, англ. Sewol) произошла у юго-западного побережья Корейского полуострова 16 апреля 2014 года в точке с координатами 34°13′05″ с. ш. 125°57′00″ в. д.. Паром следовал регулярным пассажирским рейсом из Инчхона на Чеджудо. Судно накренилось и затонуло. Погибло 304 человека.

## Катастрофа
Судно типа RoPax было построено японской компанией Hayashikane Shipbuilding & Engineering Co. Ltd. ( яп .林兼船渠) в 1994 году. На момент постройки судно носило название  Ferry Naminoue и было заказано японской компанией A-Ferry, которой эксплуатировалось с 1994 по 2012 год.
На момент покупки компанией Chonghaejin Marine в 2012 году судну было 18 лет. Судну добавили две палубы пассажирского пространства и расширили грузовое пространство, пассажировместимость увеличилась на 116 человек до 956, включая команду. Судно получило название MV Sewol, что означает «Вокруг света».
«Севоль» начал свою деятельность 15 марта 2013 года. Он совершал три рейса в неделю из Инчхона на Чеджудо продолжительностью 13,5 часов и протяжённостью 425 километров в одну сторону.
На борту парома «Севоль» находилось 33 члена экипажа и 443 пассажира, 325 из них — учащиеся и их учителя; все из одной старшей школы «Данвон» (г. Ансан) — предвыпускные классы, которые в свое последнее школьное лето отправились в путешествие на остров Чеджудо. Также паром перевозил 2142 тонны грузов, включая 185 машин.
Сигнал SOS c судна был отправлен примерно в 20 километрах от Пёнпхундо в 09:00 по местному времени 16 апреля 2014 года — на место происшествия направили корабли корейской береговой охраны, ВМС и вертолёты.
В первые же часы внутри тонущего корабля была найдена мёртвой 27-летняя женщина, член экипажа, а ученик старшей школы умер вскоре после прибытия в отделение неотложной помощи.
В результате катастрофы 304 человека погибли (9 человек числятся пропавшими без вести), включая 250 учеников старшей школы «Данвон». Из 172 выживших более половины были спасены рыбацкими лодками и другими коммерческими судами, которые прибыли на место происшествия примерно за 40 минут до береговой охраны Кореи. В ходе поисковой операции погибло ещё три человека. Это были специалисты по подводным работам: два гражданских водолаза и один военнослужащий ВМС Южной Кореи.
Гибель парома «Севоль» вызвала широкий общественный резонанс в Южной Корее. Многие критиковали действия капитана и экипажа, оператора парома и регулирующих органов.

Гибель парома «Севоль» (фото сделано Береговой охраной Кореи)

Ли Чжунсок был капитаном парома «Севоль» в день катастрофы. В данный момент повесился

22—25 марта 2017 года, спустя почти три года (1071 день), была проведена операция по подъёму парома. После поднятия он был отбуксирован в порт Мокпхо для дальнейшего расследования. Глубина, на которой он затонул, составляет 40 метров.

## Расследование
После катастрофы по решению суда были арестованы капитан судна, 68-летний Ли Чжунсок, и двое его помощников. В ходе расследования выяснилось, что в момент аварии судном управляла неопытная 25-летняя женщина-штурман, которая на этой линии работала лишь пятый месяц, а во флот пришла всего год назад. По предварительным данным, был сделан слишком резкий поворот, что спровоцировало сильный крен, начавший подвижки груза. Судно не смогло выправиться, завалилось на бок и перевернулось.
Капитан покинул судно одним из первых. Пассажиры утверждают, что он не смог вовремя оценить опасность произошедшего и слишком затянул с объявлением эвакуации. Президент Южной Кореи Пак Кын Хе подвергла резкой критике действия капитана затонувшего парома и «некоторых членов экипажа»:

Поведение капитана и некоторых членов экипажа непостижимо с точки зрения здравого смысла, и это похоже на акт убийства, которое невозможно допустить.
— Пак Кын Хе
22 апреля была выдвинута новая версия причины крушения парома. Как заявил представитель Министерства морских дел и рыболовства Южной Кореи, анализ данных автоматической системы фиксации курса судна предоставил новую картину происшедшего. По новой версии, ситуация развивалась по схожему сценарию: поворот — движение груза — крен — завал, но теперь корейские специалисты стали склоняться к тому, что фактор человеческой ошибки не был главной причиной катастрофы. Выяснилось, что излишне резкого поворота не было. В этой связи более внимательно изучается версия о неисправности технических систем судна.
11 ноября суд города Кванджу приговорил капитана парома к 36 годам тюремного заключения (хотя ему даже грозила смертная казнь). Остальные 14 членов экипажа, ответственные за навигацию и безопасность судна, получили сроки от 5 до 30 лет тюрьмы. Через два дня после вынесения приговора восемь членов экипажа, в том числе капитан парома, подали апелляцию, потребовав отмены обвинительного приговора и пересмотра дела. Ли Чжунсок просил сократить свой срок отбывания наказания в связи с преклонным возрастом.
28 апреля 2015 года апелляционный суд Южной Кореи отменил решение суда города Кванджу в отношении капитана «Севоля» Ли Чжунсока, приговорённого к 36 годам заключения за халатность, отказал в пересмотре дела и сокращении срока заключения, снова признал виновным, на этот раз в массовом убийстве, и приговорил к пожизненному лишению свободы.

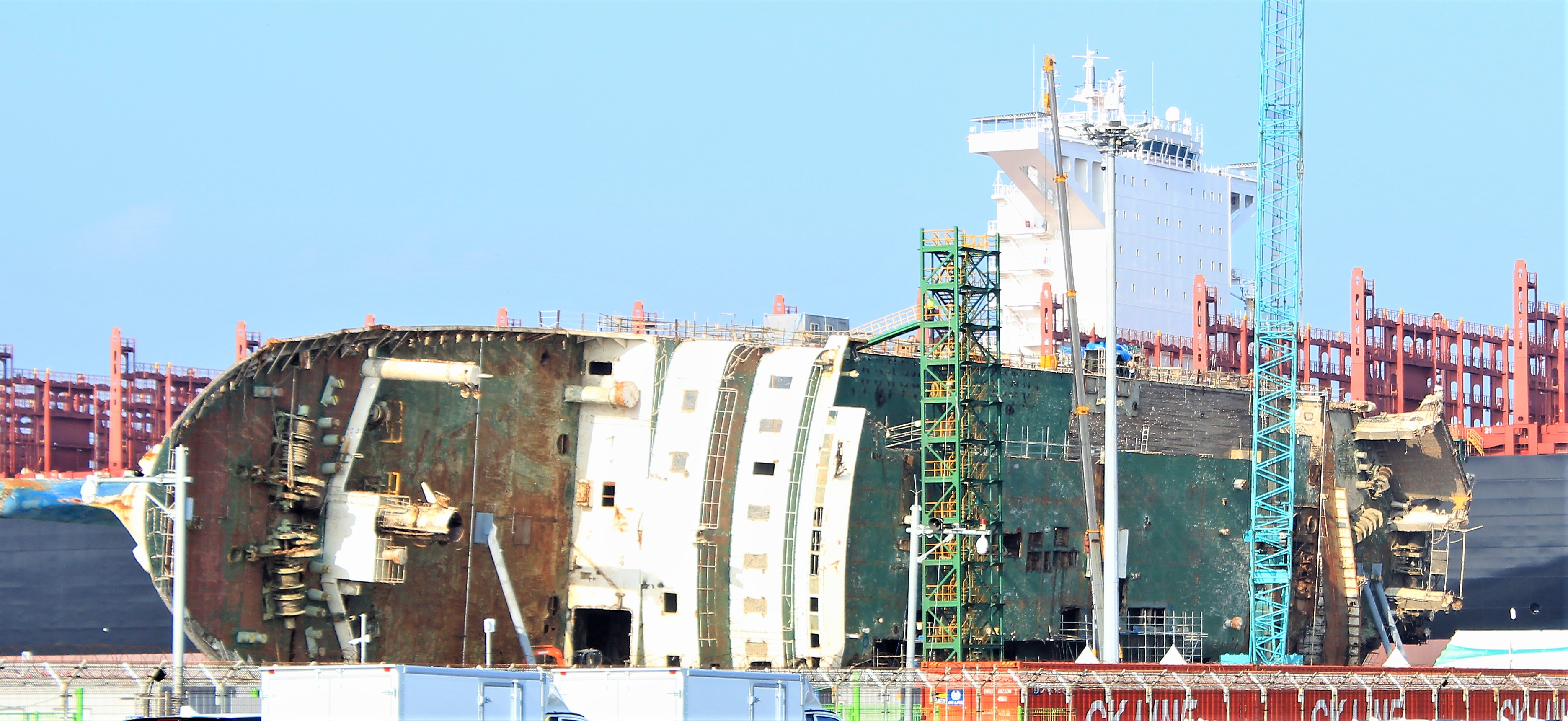
Поднятый паром в порту Мокпхо